# 家事事件
家事事件包括家事家暴事件、家事非訟事件以及家事調解事件。凡是與人際間身分法律關係（如婚姻事件及親子事件等等）、及以身分為基礎的財產關係（如夫妻間財產、親屬間請求給付扶養費、遺產繼承等）都屬於本類事件。

## 程序規範
鑑於這類事件是家庭內的糾紛，故在法院處理當事人相關爭執時，即應衡量其相互的身分聯繫及兒少利益保護等，而特別引入心理、社工等相關專業，以期共同協助當事人間的訟爭，得以圓滿妥當地解決。因而許多國家，都對家事事件，訂定特別的程序規定及專門的處理法院。
- 台灣

家事事件法
- 日本

家事事件手續法（2011年制定，有譯為「家事事件程序法，舊法為「家事審判法」）
- 韓國

家事訴訟法
- 德國

家事事件及非訟事件法

## 專門法院
少年雖是家庭的一環，但不同國家對少年與家事事件，是否由相同法院審理各有不同。有些將家事法院獨立，有些則將家事類的事件歸民事普通法院管轄，如瑞士、芬蘭、挪威。有些則依事件性質，另外分別歸由青少年法院、治安法院、監護法院、民事普通法院等管轄，例如比利時、英國、義大利、法國。
- 台灣

僅在高雄設立臺灣高雄少年及家事法院，為台灣目前唯一的家事事件之專業法院。其他則是在各地方法院內分別附設少年法庭、家事法庭，或合併設有少年及家事法庭。
- 日本

有設立獨立的家事法院，於全國內設立了50個家事法院（家庭裁判所），與地方法院大致相同。
- 韓國

僅首爾設有家庭法院，分成家事部及少年部，而有數個大城市設家庭法院分院，其他則在地方法院內設置了少年法庭及家事法庭。
- 德國

各區法院有設立家事法庭，但沒有專門的家事法院，此外另外有設立照管法院，以處理成年監護及安置等事件。
- 美國

各州情況有別，有的單獨設立家事法院，也有的是在市法院內，另外設有家事裁判部門。

## 外部連結
- 司法院全球資訊網，少年及家事業務網站（页面存档备份，存于）
- 台灣家事事件公告查詢 （页面存档备份，存于）